# جورج جوزيف دوفور
جورج جوزيف دوفور (بالفرنسية: Georges Joseph Dufour)‏ هو عسكري وسياسي فرنسي، ولد في 15 مارس 1758 في فرنسا، وتوفي في 10 مارس 1820 في بوردو في فرنسا. انتخب نائب فرنسي.